# 小河原かずこ
小河原 かずこ（おがはら かずこ）は、日本の女性声優。フリーアナウンサー、ナレーター。大阪府出身。血液型はO型。身長165cm、体重48kg。趣味は演劇・映画鑑賞、旅行。特技はオードリー・ヘプバーンの吹き替え風の声が出来る事。2004年、小河原 和子から小河原 かずこに改名。元宮崎放送アナウンサー。

## 出演作品

### CMナレーション
- 京阪電鉄「おけいはん」
- 小林製薬「巡り肌」
- 江崎グリコ「ブレオ」
- フロム・エー
- 象印マホービン
- 関西ゼクシィ
- 日本盛
- 日清ラ王
- アサヒビール
- ドギーマン
- NTT西日本
- 朝日新聞
- NTTドコモ
- フジッコ
- 日本ハム
- ZAQ
- エイチ・アイ・エス
- ワコール
- 徳山物産
- ダスキン

他多数

### 番組ナレーション
- 鑑真に挑む 〜最高峰の肖像彫刻 誕生の謎〜（NHK）
- 古事記を描く 〜画家-絹谷幸二が挑む神話の世界〜（NHK）
- ロズウェル・ファンタジー紀行（NHK）
- 土曜フォーラム（NHK Eテレ）
- スーパーニュース・アンカー（KTV）
- ニッポンのたからもの（KTV）
- セレブへの道（KTV）
- 6人の悩めるおっさん（KTV）
- わくわくカウントダウン（YTV）
- 味な大阪探検グルメ（YTV）
- 24時間耐久根性バラエティ「にじゅうよんエッチ」（TVO）
- 榎木孝明の若狭・越前スローな旅（TVO）
- 京都・食の歳時記〜旬を粋に〜（KBS京都テレビ、BSフジ）

### ラジオドラマ
- 恋の松原〜天使になりたくて〜
- 日曜劇場 SUNDAY SMITHS「エアロ（スミスのお母さん）」（FM COCOLO）

### VPナレーション
- ダイワハウス
- パナソニック
- ダイキン
- P&G
- 清水建設
- ダイワロイヤルホテルズ
- 国土交通省
- ワコール
- ダスキン
- クボタ
- ベネッセコーポレーション
- アストラゼネカ
- 大日本印刷株式会社
- ロート製薬

他多数

### アテレコ
- 歴史秘話ヒストリア「ヘレン・ケラー」（NHK）
- 歴史秘話ヒストリア〜歌え!友情の『愛の讃歌』（NHK）
- 歴史秘話ヒストリア〜それいけ!パワースポット（NHK）
- 歴史秘話ヒストリア〜東京ローズ（NHK）
- ぐるっと関西おひるまえ（NHK）
- ハローニッポン〜われら地球人（NHK BS）
- オー!マイキー「メアリー（ローラのお母さん）」（テレビ東京）
- TVメディアショウ（TVO）
- 老舗・こだわり見つけ旅（TVO）
- 夫・恋人からの暴力IV（KTV）

他多数